# Масляна агломерація

Зовнішній вигляд вуглемазутних гранул-агломератів. Середня крупність гранул — 3-5 мм.

Масляна агломерація (англ. oil agglomeration) — процес вибіркової (селективної) агрегації гідрофобних тонкозернистих матеріалів у гідросуміші аполярним вуглеводневим зв'язуючим (маслом) у відносно міцні агрегати (агломерати, гранули). При цьому гідрофільні мінеральні частинки, які не змочуються маслом, залишаються у водній фазі гідросуміші в диспергованому стані.
Порядок операцій при масляній агломерації:
- приготування гідросуміші тонкодисперсного гідрофобного матеріалу (не більше 50 % твердого з наступним розбавленням в ході процесу до 30-20 % твердого);
- подача в гідросуміш при її турбулентному перемішуванні масла-зв'язуючого (нафта, нафтопродукти, коксові масла, вторинні масла тощо);
- відокремлення гранул (агломератів) на ситі або при частковій агрегації — у осадовій центрифузі.

Матеріали, які в практиці піддавалися масляній агломерації в промислових умовах: вугілля, сульфідні руди, сажа.
Найбільш відомими закордонними технологіями масляної грануляції (агломерації) тонкодисперсного вугілля є Трент-процес; процеси CFRI (Індія); NRCC (Канада); метод фірми «Шелл»; метод ВНР (Австралія); процес ВУХИНа (Росія) та ін. В Україні дослідження з масляної грануляції (агломерації) вугілля проведені в Донецькому державному технічному університеті.